# Priwolnyj (rejon proletarski)
Priwolnyj (ros. Привольный) – chutor w Rosji, w obwodzie rostowskim, w rejonie proletarskim. W 2021 liczył 409 mieszkańców.